# Nikolaj Polevoj

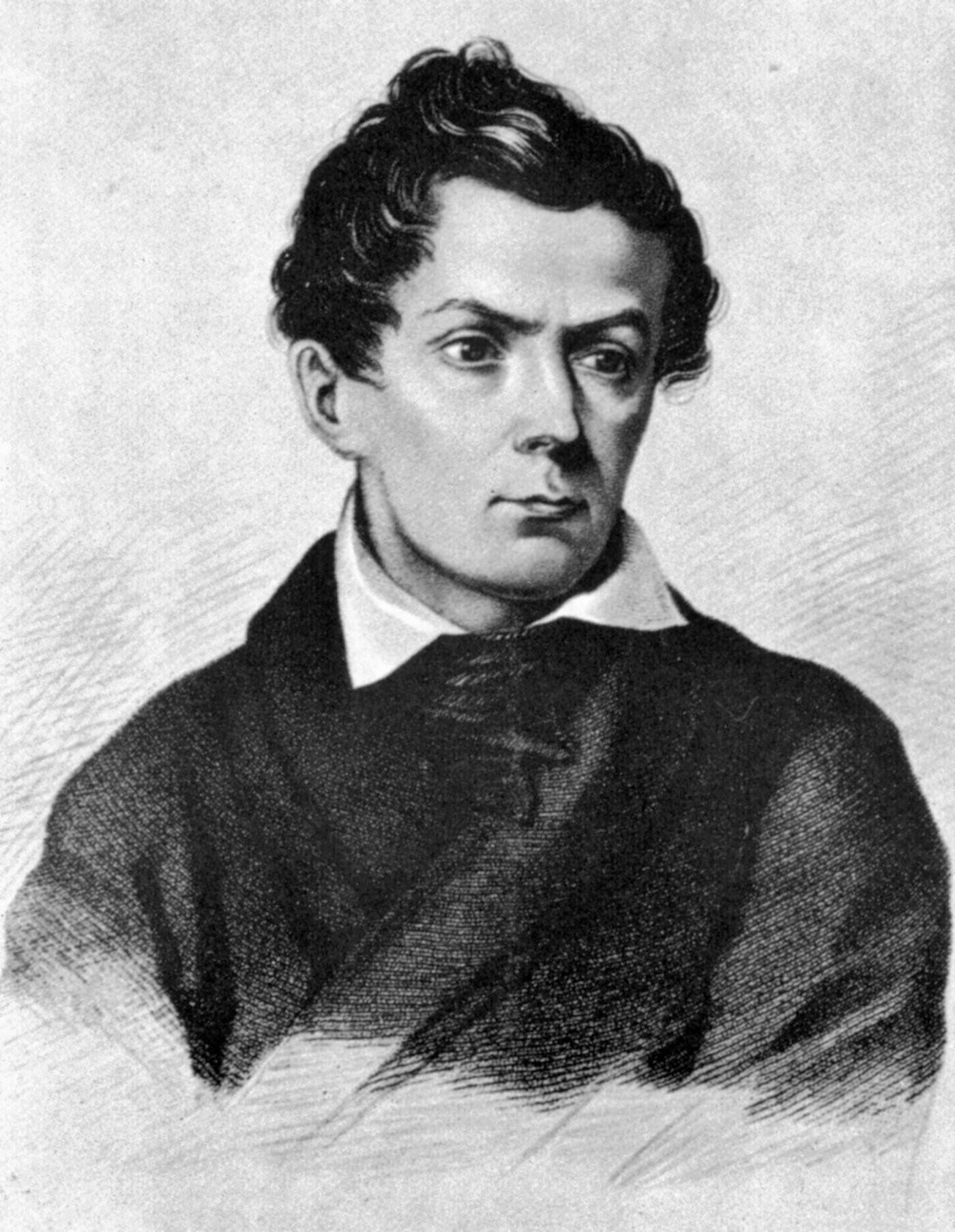
Nikolaj Polevoj

Nikolaj Aleksejevitj Polevoj (ryska: Николай Алексеевич Полевой), född 3 juli (gamla stilen: 22 juni) 1796 i Irkutsk, död 6 mars (gamla stilen: 22 februari) 1846 i Sankt Petersburg, var en rysk publicist och litteraturhistoriker.
Polevoj uppsatte 1825 "Moskovskij telegraf" och blev efter dess indragning medarbetare i andra tidskrifter, där han publicerade en mängd uppsatser och översättningar av mycket blandat innehåll och värde. Han bekämpade Nikolaj Karamzins historiska uppfattning och författade ett mycket underhaltigt verk, Istorija russkago naroda (sex band, 1829–33). Av ojämförligt större tidsvärde än denna historia om det ryska folket var hans ryska litteraturhistoria, Istorija russkoj literatury v otjerkach i biografijach (två delar, 1839; femte upplagan 1883–90). 
Polevoj var lika produktiv och ojämn även som novellist och dramatiker. Hans senaste angrepp mot Aleksandr Pusjkin och Nikolaj Gogol berövade honom hans sista vänner, och han dog i största elände och fattigdom, om vilket hans dagboksanteckningar vittnar. Efter sin död fick han dock även av sin motståndare Vissarion Belinskij en viss upprättelse för sin oförfärade, om också hållningslösa litteratur- och samhällskritik. Hans liv är okritiskt skildrat i "Zapiski" (memoarer, 1888) av hans bror Ksenofont Polevoj. 